# 小谷部全一郎

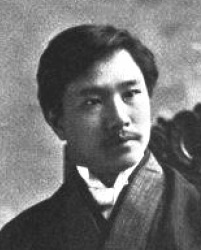
小谷部全一郎

小谷部 全一郎（おやべ ぜんいちろう、1868年1月17日〈慶応3年12月23日〉 - 1941年〈昭和16年〉3月12日）は、日本の牧師（神学士）、教育者（アイヌ教育）、著述家（義経＝ジンギスカン説・日ユ同祖論など主張）。勲六等単光旭日章受章。

## 概要
1884年（満16歳）より、北海道内陸部のアイヌ集落をはじめとする国内外を放浪したとされる。
1888年にアメリカへ渡り、ハンプトン師範・農業学院、ハワード大学、イェール大学神学校で学び、イェール大学にて神学士（B.D.）、ハワード大学にて修士（M.A.）の学位取得。留学中に受洗、牧師となった。1895-97年にハワイ共和国マウイ島、さらに帰国直後の1899年に横浜組合教会にて牧師として働いたが、辞職。
アイヌの救済・教育を目的とする北海道旧土人救育会の設立に尽力し、1901年に北海道虻田郡虻田村へ一家で移住、アイヌ子弟のための虻田学園（私立実業補習学校）を創立させ、運営責任者兼教師として1909年まで務めた。
その後、皇典講究所及び国学院大学講師を務め、シベリア出兵時には陸軍通訳官として従軍した。1920年代以降は著述業に専念、年来の独自の歴史的研究・解釈により刊行した『成吉思汗ハ源義経也』では義経＝ジンギスカン説を、『日本及日本国民之起源』では日猶同祖論を展開し、反論・批判もふくめ反響を呼んだ。
なお、小谷部は帰国後に「小谷部博士」と称され、「哲学博士」ともされているが、その根拠は不明。

## 経歴
慶応3年12月（1868年1月）、出羽国久保田藩（秋田藩）御用菓子の商家に生まれる。父は善之輔、母はイサ。

### 放浪とアメリカ留学（自伝より）

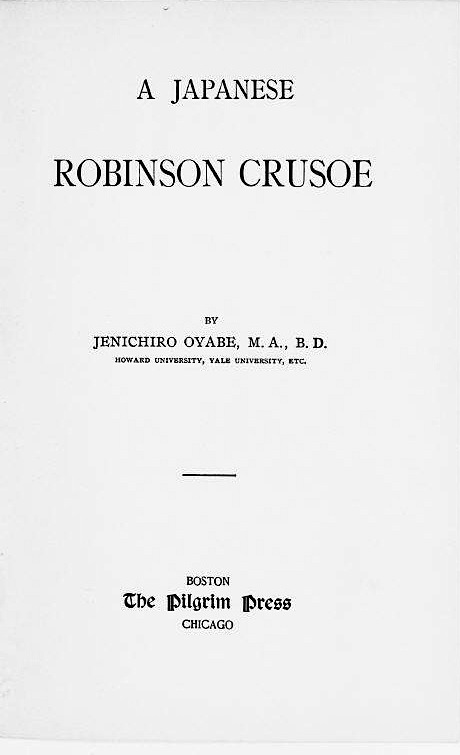
A Japanese Robinson Crusoe, 1898

〈以下は小谷部の英文自伝 A Japanese Robinson Crusoe, 1898 に依る〉
曾祖父まで羽前国（山形）の名門・最上氏の家系で、祖父も士分で優れた剣術者であったが出奔、秋田の豪商の養子となり、その子・善之輔は漢学の素養を有する知識人であった。小谷部が5歳の時に母親は病没。善之輔は幕末から西洋の法学・政治学に傾倒、戊辰戦争前に一時文官として岩崎藩（久保田の支藩）に迎えられたが、勤王派として天皇親政支持の建言が入れられず辞任。明治維新後、日朝間に江華島事件が勃発した頃、善之輔は発起して単身上京したため、小谷部は以後祖母、その没後は叔母に育てられ、地元の小学校を卒業した。（Chapter I）
叔母の死後、亡母の財産分与を得た小谷部は、進学を志して親戚を頼って上京。1880年（明治13年）本郷の原要義塾で漢学・英学・数学を2年間学ぶ。音信不通だった父・善之輔が司法省検事として会津に赴任していることを新聞で知ると、同地へ移って同居を始め、法学とともに儒学・漢詩の指導を受けた。その後、息子の将来を見据え都会の学校に進学させようとした善之輔の行動を、見捨てられると誤解した小谷部は、『義経再興記』（末松謙澄による英語論文の邦訳）等に感化され、北海道で先住民アイヌのために働き、彼らを率いて満州やシベリアに渡って新王国を建設するという夢想を抱き、1884年（明治17年）7月に会津を出奔した。（Chapter II）
会津から故郷の秋田、北海道の函館へ渡り、さらに内陸部へ放浪、出会ったアイヌ民に食料を恵んでもらい、彼らの村でアルファベットを教えながら、ともに働き暮らした。そこでアイヌを支援していたキリスト教宣教師ジョン・バチェラーの噂を初めて耳にし、自らが従うべき真の宗教を求めるようになったという。また、シベリアが独立した無政府国ではなく帝政ロシア領であると知り、大陸でのアイヌ王国建設という大望を断念。自らの無知を恥じ、新たにキリスト教を主要宗教とする文明国アメリカへの留学を志し、千島列島、北シベリア、アラスカを横断する渡米計画を実行に移したが、カムチャツカ半島のペトロパブロフスクまでで挫折したとされる。以後、船員として渡米する可能性を追求し、船員の友人を頼って横浜へ渡り、留学準備として紹介された英語学校へ入学した。（Chapter III-VII）
友人の推薦で小笠原諸島父島行きの蒸気船（同地騒擾事件の被告人護送のため）の副会計係として雇われ、父島へ渡ったが自らの過失で取り残されたという。のち南洋諸島をめぐる日本の帆船に便乗、カロリン諸島ポンペイ（ポナペ）島を経由して渡った沖縄県那覇港で新年を迎え、さらに渡米前に本場の儒教思想を学ぼうと清国天津へ渡り、現地船長から北京内城の孔子廟向いに住む老儒者を紹介され、陸路で北京へ向ったとされる。儒者の家塾に入門するとともに同地の仏教僧、イスラム教教師、キリスト教宣教師らにも教えを乞い、各々の教義を学ぶなかで、最も共感したのがキリスト教であったという。北京滞在期間は未記載。（Chapter VIII-X）
やがて、天津からアメリカ商船に便乗、念願の渡米を目指したが、九州沖で船内火災が起こり遭難、最寄りの島民に救助され、別の船で鹿児島、神戸へと送られたという。ともに遭難したマサチューセッツ州出身の航海士の助力で、神戸に入港していたアメリカ行きのカナダ・ノバスコシア州船籍の帆船トマス・ペリー号への同乗がかない、1888年（明治21年）6月に神戸港を出航、福島を発ってから約4年半の南船北馬の末、喜望峰経由の西回り航路で、同年12月にニューヨーク港に到着した。（Chapter XI）
翌1889年から先の航海士の計らいで、キリスト教アカデミーに入学。一時病気にかかり家賃も払えず困窮したが、学友から無料診療所（のちベルビュー病院を紹介され1か月入院）と仕事先（海軍病院 USNH New York）を紹介され、窮地を脱した。ニューヨークでの生活を通して、小谷部はアメリカ社会の闇（人種差別・貧困・賭博・アヘン禍・肩書き主義等）に直面して後悔する反面、礼拝とともに娯楽と公教育を担う教会や、救貧院・更生施設・シェルター等のキリスト教的慈善活動に感銘を受け、アカデミーで聖書を学ぶなかで、その教えに基づく母国の弱者救済を将来の目標とした。そして、実践的な知識と技術を学ぶため、ヴァージニア州ハンプトン師範・農業学院（現・ハンプトン大学：1868年創立の解放黒人奴隷の職業訓練機関でアメリカ先住民の教育プログラムも実践）の学院長サミュエル・C・アームストロング（1839-1893：名誉准将）との面談を経て、1889年秋に無償の特待生として入学。農学（酪農）及び師範教育コースを受講するとともに、洗礼を受け、正式にキリスト者となった。（Chapter XII-XIV）
翌1890年、ワシントンD.C.のハワード大学（1867年創立の黒人学生を中心とする総合大学）に入学。在学中は、構内のエレミヤ・ランキン総長（1828-1904：神学・法学博士）宅に寄宿、我が子のように厚遇され、総長が牧師を務める第一会衆派教会 First Congregational Church, Washington D.C. の会員にもなった。同校でデッサン・絵画を習った小谷部は才能があったらしく、著名人の肖像画を何枚か描き、一年で100ドル以上稼いだという。また、スピーチ・コンテストでは「英国生まれの雄弁家」と評されたといい、その後学友の提案で行った日本文化に関する講演が評判となり、長期休業時には東海岸諸州の都市で幻灯機（stereopticon views）を使った講演を行い学費を稼いだ。4年目の夏には単身でヨーロッパへ講演旅行を敢行、英国・ポルトガル・スペイン・フランスの各都市を訪問した。帰米後、キリスト教の新聞The Missionary Herald や知人を通じて、日本で父・善之輔がアメリカ人宣教師マーティンによる教義解説書『天道溯原』を読んだことをきっかけに改宗し、洗礼を受けたことを知らされた。（Chapter XV-XVI）
1894年にハワード大学卒業、ランキン総長及びキリスト教婦人矯風会（WCTU）ワシントンD.C.代表の推薦を受けて、コネティカット州イェール大学神学校へ奨学生として進学。研究の傍ら講演活動も継続し、体力作りにバスケットボールにも熱中した。1895年5月に卒業、神学士号 Bachelors of Divinity を取得した（同期卒業者には片山潜がいた）。（Chapter XVII）
日清戦争後、日本のハワイ移民とそのアメリカ西海岸への流入が、いわゆる黄禍問題として懸念され始めたことを背景に、小谷部は仏教徒（偶像崇拝者）の危険からアメリカを守るという使命感からハワイアン・ボードへ申請、ハワイ伝道協会 Hawaiian Evangelical Association での雇用が決まると、恩師ランキン博士の手配により、出発前に第一会衆派教会で千人以上の聴衆が見守る中で按手礼を受け正式に牧師となった。赴任のため鉄道で大陸横断する途上、シカゴやアメリカ先住民が住むユタ州オグデン、モルモン教の拠点である同州ソルトレイクシティ等に立ち寄り、1895年6月にサンフランシスコからハワイ共和国のオアフ島ホノルルへ渡った。（Chapter XVIII- XIX）
ホノルルではドール大統領及びアメリカ人の各界有力者と面会、「日本人の血を引くリトル・ヤンキー a Japanese-blooded little Yankee」の手を借りずともハワイは優れたキリスト者達によって守られていることを知り、一旦は帰米を考えたが雇用契約により残留せざるをえなかったという。マウイ島パイア耕地の教会を拠点として活動中、父・善之輔から病気療養としてハワイ移住の意思が伝えられ、小谷部は同地で家屋・庭園購入の準備を進めたが、1896年に善之輔が日本で急死、失意のなかで、翌1897年10月にアメリカ本土へ戻った。再びイェール大学神学校の大学院に籍を置く一方、1898年にはハワード大学で修士号 M.A. を取得した。この期間は主に社会学と神学のより高度な分野、さらにアイヌと境遇を同じくするアメリカ先住民の研究に従事したとされる。（Chapter XX、以上）
1898年、ピルグリム・プレス社より自伝 A Japanese Robinson Crusoe を出版。ニューヨークの週刊誌 The Independent でも紹介されている（同年7月28日号文学欄）。
また、留学中を含め2度、小谷部は日本政府にアイヌ教育に関する建議を行ったとされ、最初は1897年8月、ハワイ滞在中に駐在公使島村久を通じて、2度目は1898年後半で、8月に帰国した駐米公使星亨が仲介し、文部大臣樺山資紀及び内務大臣西郷従道（第2次山縣内閣）宛であったという。

### 帰国後
1898年（明治31年）末、10年半ぶりに帰国。翌年、イェール大学で同窓だった綱島佳吉牧師の紹介で石川菊代と結婚。横浜組合教会（現・紅葉坂教会）で第2代牧師を勤めたが、8月の雲井町（伊勢佐木町）大火で会堂を焼失、10月に辞任した。小谷部の回想によれば、牧師が「洋服を纏ひたる日本の神主」と同様ならば、洋服を脱ぎ「歴代の天皇が御遵奉遊ばさるる神道の神職」となって「済世救民の天業に従事」するに如くはないと考えての辞任だったが、神道界から「異教者」として拒否されたため、独自の実践として、年来のテーマであったアイヌ救済を志したという。

### 北海道でのアイヌ教育
すでに1899年（明治32年）年3月に北海道旧土人保護法が制定されていたが、11月に小谷部は北海道へ渡って胆振・日高方面のアイヌ集落を実態調査、その惨状を近衛篤麿ら政治家・教育関係者らに訴えた。翌1900年（明治33年）5月、「アイヌを救育し、工芸、技術、農事の智識を与え自営自活の道を教ゆる」（会則第一条）ことを目的として、北海道旧土人救育会（会頭は二条基弘）が東京で発足した。
アメリカ先住民教育をモデルとした中等教育施設の創設に向け、小谷部は救育会幹事の一人として北海道支部の設立、現地の用地調査・選定等の実務に従事。1901年（明治34年）8月には小谷部に共鳴した白井柳治郎とともに一家で北海道虻田郡虻田村へ移住し、アイヌの初等教育機関として翌1902年（明治35年）5月に開校した虻田第二尋常小学校の設置に尽力。1904年（明治37年）2月、北海道旧土人救育会虻田学園（全寮制の私立実業補習学校）の創立にこぎつけ、運営責任者兼教師を務めた。虻田では「他を救済する仕事の当事者は、其の事業に依りて己れの生活をしてはならぬ」という信条から、果樹・桑畑、養蚕・養鶏を営む自給生活を送ったが、当時の新聞は「高給」取りが「美名を掲げて私利を営む者」との誹謗記事を掲載したという。1909年（明治42年）2月、小谷部は改めて「北海道旧土人保護ニ関スル建議」をするが、同年11月には病気を理由に辞職、北海道で発掘採集した1,000点以上の石器土器とともに一家で東京へ転居した（小谷部家では1900年に長男、05年に長女、10年に次男誕生）。その後、虻田学園の運営は教員吉田巌が引き継いだが、生徒減少や資金難の上、翌1910年（明治43年）7月の有珠山噴火で被害を受け、まもなく閉鎖された。
なお、虻田学園及び小谷部家には、救育会の二条基弘や近衛篤麿らの他、明治天皇が北海道視察として差遣した侍従北条氏恭も訪問したという。また、言語学者金田一京助は東京帝大生時代の1906年（明治39年）、初めて北海道でアイヌ語採集を行なった際に虻田の小谷部家を訪れ、後年思い出を書き残した（『北の人』梓書房：1934年）。

### 大学講師・陸軍省通訳官
東京に移った小谷部は、一度は拒絶された神道界に対し、国家的保護のもと「古風古習に拘泥して進取改良の士気」を欠くとしてその改革を試みる。家計事情も顧みず、独自の周旋と内務官僚の同志の働きかけにより、1912年（大正元年）内務大臣の推薦で国学院大学及びその母体である皇典講究所に講師として着任（大学学監杉浦重剛とも高島嘉右衛門を介して知己を得ていた）。数年後、神道興隆のための新組織設立を試みるも、神道界から再び拒否され、辞任した。
小谷部にとって年来の歴史的題材である「義経公入蒙」の実地調査の希望もあり、シベリア出兵時に陸軍省文官試験に合格、奏任待遇の通訳官として採用され、1919年（大正8年）に東シベリア南部チタの師団司令部付を命ぜられ赴任（のちオロワンナヤ守備隊司令部付）。許可を得ていわゆる満蒙・沿海州地域の古跡・口碑伝説を実地調査し、帰国後は高等官待遇で陸軍大学校教授補任を求められたが固辞、独自の歴史研究に専念する著述生活に入った。なお、1920年（大正9年）11月1日には他の通訳官とともに叙勲され、勲六等単光旭日章（及び賜金560円）を受章している。

### 歴史研究と著述業
1924年（大正13年）『成吉思汗ハ源義経也』刊行（杉浦重剛序文・徳川家達題字：原題「満蒙踏査 義経復興記」として前年出版予定だったが関東大震災で焼失）。大きな反響を呼び、再版（改訂増補含む）10回を越えるベストセラーとなった。しかし、翌年2月、国史講習会『中央史壇』は臨時増刊号「成吉思汗は源義経にあらず」を特集し、歴史学・人類学・考古学等の研究者の反対意見を並べ、猛反論を受ける（同年5月に雄山閣が『成吉思汗非源義經』として書籍化）。
1929年（昭和4年）には『日本及日本国民之起源』（竹越与三郎序文・頭山満題字）を発表。「猶太経典」＝旧約聖書の独自解釈（類似の先行文献を踏まえた）から、日本人は希伯来（ヘブル）の正系であり「猶太民族と同種」とする、いわゆる日猶同祖論を展開した。
また、同年9月、小谷部は埼玉県北葛飾郡静村（現・久喜市）に伝わる静御前の墓の脇に、「義経招魂碑」を自費で建立、同所の「静女之墳」伝説は史実と断定しての行動で、翌1930年（昭和5年）には『静御前之生涯』を出版、静を「貴人の落胤」と断じた「独創的」研究と評された。
1938年（昭和13年）1月、妻・菊代が病気療養中の千葉県東条村（現・鴨川市）東条病院にて死去。東京神田の教会で告別式、静御前ゆかりの光了寺（茨城県古河市中田）にて仏式葬儀を行い、同寺に用意していた小谷部の生前墓に納められた。同年4月出版の『純日本婦人の俤』では、亡妻の生い立ちと留学帰国後の小谷部の活動、妻の療養から死に至るまでの経緯などとともに日本女性への苦言・提言を著した。
1941年（昭和16年）3月12日、東京市大井元芝町の自宅にて死去。享年73。遺骨は亡妻が眠る光了寺に納められた。

## 『成吉思汗ハ源義経也』への反論と応酬
『成吉思汗ハ源義経也』への各専門学者らの批判は、従来学説とまったく相反する説は、正統派学者として無視できぬという立場からのものだった。主な面々は以下の通り。
金田一京助（言語学）、鳥居龍蔵（人類学）、高桑駒吉（歴史学、東洋史）、三宅雪嶺（評論家、哲学者）、大森金五郎（日本古代中世史）、中村久四郎（東洋史）、中島利一郎（東洋言語学）。
なかでも言語学の金田一京助、漢学者で歴史学者の中島利一郎らの批判は厳しく、金田一は小谷部説を「主観的であり、歴史論文は客観的に論述されるべき」もので、この種の論文は「信仰」であると全面否定した。また中島の反論はさらに激しく、小谷部論をひとつずつ考証して反論し、最後には「粗忽屋」「珍説」「滑稽」「児戯に等しい」という言葉を用いて痛罵した。
- 小谷部「古文書のみを信ずるのは針なき糸をたらして魚をつるようなもんだ」
- 学者A「確証が何も無いだろう」
- 小谷部「義経は騎馬の名手であり、遠方へ逃げるのは容易かったはず。後世の学者が如何に古書を捜索しても本人が証拠を隠滅して国外に逃亡すれば証拠など残るわけは無し。」「偽の死まで装って逃亡を謀る者が、自分は死なずして大陸にわたったとの言葉をわざわざ残すわけはないし、記録に留めて後に発覚の証拠を残すわけが無い」「伝説・伝承を否定するというならば、さしずめ古事記も否定されるという矛盾に陥る」
- 学者B「君は門外漢だ。専門でないことは軽々しくいうな」
- 小谷部「史家と称する中央史壇の方々が私を門外漢だというなら、むしろそれは光栄だ。史家のみが義経研究に従事し得られることのみがいつも正しく、門外漢である国民は何も疑うことなく黙って信じろということになる。無理、非合理甚だしい。」「国民の共有たるべき日本国の歴史を学閥、もしくは特権階級が独占するのはどうかとおもうね」「お偉い歴史家の方々が私に向かってくるさまは、さしずめ小結になったばかりの関取に、そうそうたる横綱たちが次々投げ飛ばされているような、痛快な気分だね」
- 金田一「史論としては、まず結論から入っていて、自分だけの都合のいい情報だけを抜き出して採用し、都合のよくないものは初めから棄てている。『史論』は吟味を加え客観性をもって調べなければいけない。『伝説』は人々がそのまま事実と信じるから伝わるのであって、それが正しいかどうかは分からない。この説は小谷部氏の『義経信仰』ですよ」
- 小谷部「学者というものは現地に出て慎重に踏査、深く研究をしなければならない。現地にも出ていないのになにをいうか。『成吉思汗は源義経にあらず』とあとから出してくるのは売名行為に近い。学徒としても薄弱な精神の持ち主だ」

## 人物像
- 自己評価は自嘲気味に「雲を掴むに等しき理想の志に突進して身を忘れ、東馳西奔、名利の何たるを解せざる者」と記している[42]。
- 留学時代にキリスト教（プロテスタント）の洗礼を受け、短期間牧師としても働いたが、後半生は自らを「一宗一教に拘泥」しない「神仏耶共信の者」と自認した。「宗教なるものは、人に神霊の存在を示し、神を基ひとして教を説く機関なれば、諸教一如、更に甲乙なく、落つれば同じ谷川の水なるに、各宗互に障壁を設けて甲論乙駁、我田引水の我を張る妄執は見苦しき事なり」「私の宗教観は各宗平等一視同仁なり。是れ一人の妻を葬るに仏耶両教の教友に司式を依頼せる所以也」[43]。
- 一見思いつき論者で荒唐無稽の人物にみえるが、アイヌを救済することに命を賭け、古来からの源頼朝による征伐やヤマトタケルの蝦夷征伐、坂上田村麻呂によるアテルイ謀殺などに対する「東北人」としての誇りを持ち、義経満蒙進出論と日猶同祖論への執着の底流にあるのは慈愛の精神であり、気骨の人である[要出典]。

- 虻田学園では、自ら校長・教師としてアイヌの子どもたちに教えたが、あまりの飲み込みの遅さに叱咤したりしている。広く資金を募るなど慈愛・人類愛に満ちた人物であるが、資金の見通しをあやまったり、金銭的にルーズな面もあるようで、アイヌ人たちに逆に飯を恵んでもらおうと頼んでもいる。明らかに自分にも非があるはずだが「俺は絶対に悪くない」などと言い、妻からは「顔は日本人でも性格は主人はアメリカ人だから」と言われている[要出典]。

- 関東大震災後に自宅を修理しているが、職人たちにあれこれ口うるさくいい、顰蹙（ひんしゅく）を買っている[要出典]。

- 太平洋戦争後まもなく、ユダヤ系アメリカ人が訪ねてきた。小谷部が戦前にナチス・ヒトラーのドイツ内外のユダヤ人弾圧に憂慮し、各地のユダヤ系新聞社に「意見書」を投稿し、彼らを激励していたことによる。1933年（昭和8年）12月27日付『イスラエル・メッセンジャー』紙には「ナチスの虐待に対し無法をなさず、神の裁きを待つべき」との投稿が掲載されている。[要出典]

- 雑誌『中央史檀』で酷評した中島利一郎に対し、「神経病的」、「鎖国時代の田舎侍が西洋人の肉を食わんとするが如き態度」と猛烈に批判し、最後には「痴漢」とも記した（『成吉思汗ハ源義経也・著述の動機と再論』）。

## 著書
- Oyabe, Jenichiro (1898). A Japanese Robinson Crusoe, Pilgrim Press　（生田俊彦訳『ジャパニーズ・ロビンソン・クルーソー』皆美社、1991年）。
- 『成吉思汗ハ源義経也』冨山房、1924年。
- 『成吉思汗ハ源義経也・著述の動機と再論』冨山房、1925年。
- 『日本及日本国民之起源』厚生閣、1929年　（復刻版：八幡書店、1999年、ISBN 4-89350-253-0）。
- 『静御前之生涯』厚生閣、1930年。
- 『満洲と源九郎義経』厚生閣、1933年（東光倶楽部での講演集：35年に『義経と満洲』として再版）。
- 『純日本婦人の俤』厚生閣、1938年。
- フレデリック・スタール『アイヌ謎集』小谷部全一郎編刊、1911年。
- 「北海道旧土人保護ニ関スル建議」『アイヌ史資料集 第2巻 2 法規・教育編』所収、北海道出版企画センター、1981年。
- 「旧幕府の土人保護一班」函館市中央図書館所蔵（新聞切抜帖11丁）。
- 『日本人のルーツはユダヤ人だ 古代日本建国の真相』たま出版、1991年（改題出版）、ISBN 4-88481-261-1。

## 親族
- 父・小谷部善之輔（1841-1896）[30]：1880年11月判事補（判任）、81年10月検事（奏任無等）、86年7月奏任官五等、87年10月病気につき非職[44]、90年4月復職、長崎県始審裁判所福江支庁詰、91年10月宮崎区裁判所検事兼宮崎地方裁判所検事[45]を務めたのち辞職。宮崎でキリスト教に改宗、晩年も同地で自給伝道に従事したという[46]。1892年には『尊信愛邦 真教要論』（福音社）を出版。
- 母・イサ（1872年に24歳で病没）
- 妻・菊代（1875-1938）：旧仙台藩士・石川氏の次女で、姉梅代は松村介石の妻。姉とともに宮城女学校卒で、相馬黒光（新宿中村屋創業）とは同窓の親友。大日本歌道奨励会会員として投稿した和歌が月刊『歌』に掲載多数[47]。
- 後妻・齊藤梅子（1938年6月再婚）：旧土佐藩士齊藤久の姉[48]。
- 長男・小谷部正義（1900-1989）：1920年渡米、フロリダへ移住。
- 長女・伊佐子（1905-1978）、孫・生田正子、ひ孫・吉田久美子
- 次男・小谷部重久（1910-1934病没）
- 三男・小谷部全助（1913-1945病没）：東京商科大学（1938年3月卒[49]）山岳部所属[30][50]、住友鉱業入社。
- 正義の息子パトリック・オヤベ：米陸軍少佐時代に駐日アメリカ大使館勤務、大佐で退役。同じく孫テレサ・ワタナベ：ロサンゼルス・タイムス元東京支局長。

## 関連文献
- 下島統一編著『日本のロビンソン・クルーソー』山口書店、1970年。
- 北海道開拓記念館編「明治年間の虻田とアイヌの人びと: 小谷部全一郎の記録から」北海道開拓記念館 (第106回テーマ展・豆本） 、1995年。
- 虻田町史編集委員会編『物語虻田町史』第3巻 (教育・文化編)　 虻田町、2001年。
- 遠藤不比人編著『日本表象の地政学: 海洋・原爆・冷戦・ポップカルチャー』  成蹊大学アジア太平洋研究センター叢書、彩流社、2014年。
- 小澤実編『近代日本の偽史言説 : 歴史語りのインテレクチュアル・ヒストリー』勉誠出版、2017年。
- 長谷川和美 「ハワード大学最初の日本人留学生ー小谷部全一郎」『相模女子大学紀要 A 人文・社会系』相模女子大学、2005年11月。
- 小林真二 「『風博士』論−小谷部全一郎の戯画化をめぐって」『日本近代文学』 59号、日本近代文学会編集委員会、1998年10月。
- 山根龍一「坂口安吾『風博士』論ー福本イズム・小谷部全一郎・浪漫的英雄主義の内在批判」『日本近代文学』77号、日本近代文学会編集委員会、2007年11月。
- 阿部敏夫「北海道民間説話の研究（その6）キリスト教伝道者・小谷部全一郎とその評価−『成吉思汗ハ源義経也』の背景考察」『北星論集』46(2) (通号51)、北星学園大学文学部、2009年。
- 池田勝宣「特別招待席 義経=ジンギスカン伝説を作った男小谷部全一郎を追う」『歴史研究』51(1・2) (通号568)、戎光祥出版、2009年。